# André Paus
André Paus (sinh ngày 9 tháng 10 năm 1965) là một cầu thủ bóng đá người Hà Lan.

## Sự nghiệp câu lạc bộ
André Paus đã từng chơi cho Júbilo Iwata và Kawasaki Frontale.

## Thống kê câu lạc bộ

### J.League
| Đội          | Năm       | J.League | J.League | J.League Cup | J.League Cup | Tổng cộng | Tổng cộng |
| Đội          | Năm       | Trận     | Bàn      | Trận         | Bàn          | Trận      | Bàn       |
| ------------ | --------- | -------- | -------- | ------------ | ------------ | --------- | --------- |
| Júbilo Iwata | 1994      | 35       | 5        | 4            | 0            | 39        | 5         |
| Júbilo Iwata | 1995      | 22       | 0        | -            | -            | 22        | 0         |
| Tổng cộng    | Tổng cộng | 57       | 5        | 4            | 0            | 61        | 5         |